# Afrocorimus endroedyi
Afrocorimus endroedyi es una especie de coleóptero de la familia Silvanidae.

## Distribución geográfica
Habita en Ghana, Costa de Marfil, República Democrática del Congo y  Angola.